# Pierre Thomas
Charles Pierre Thomas Jr. (Lynwood, 18 dicembre 1984) è un giocatore di football americano, di nazionalità statunitense, che gioca nel ruolo di running back per i New Orleans Saints della National Football League (NFL). Dopo non essere stato scelto nel Draft NFL 2007 firmò coi Saints . Al college ha giocato a football all'Università dell'Illinois.

## Carriera professionistica

### New Orleans Saints

#### Stagione 2007
Dopo non essere stato selezionato nel Draft 2007, Thomas firmò coi Saints in qualità di free agent. Thomas avrebbe dovuto competere con una scelta del quarto giro per un posto nel roster in un reparto già competitivo comprendente Deuce McAllister, Reggie Bush e Aaron Stecker. Dopo aver messo in onda un ottimo potenziale nelle gare di pre-stagione, Pierre divenne solo uno degli ex free agent tra i rookie  a giocare nella giornata di apertura. Divenuto presto uno dei giocatori preferiti dei tifosi nel ruolo di kick returner, Pierre era ansioso di giocarsi le proprie possibilità anche nel ruolo di running back. La sua prima gara da titolare la disputò il 30 dicembre, nella sua città natale a Chicago contro i Bears, squadra con una delle difese più temute della lega. In una notte fredda e ventosa, con temperature sotto lo zero, Pierre giocò probabilmente una delle migliori prestazioni davanti agli occhi di parenti e amici. Egli corse 20 volte per 105 yard e ricevette 12 passaggi per 121 yard, con un touchdown su ricezione da 11 yard, divenendo il primo giocatore nella storia dei New Orleans Saints a correre più di 100 yard e a riceverne più di altre cento nella stessa partita. Le 226 yard totali di Pierre lo posero al terzo posto nella storia della franchigia. Grazie a questa prestazione, giocata con due costole rotte, Thomas si guadagnò la fiducia per essere schierato maggiormente in campo nella stagione successiva.

#### Stagione 2008
Nel 2008, Thomas guidò i Saints con 625 yard corse su 129 portate, a una media di 4,8 yard per tentativo, e segnando 9 touchdown. Egli inoltre fu il settimo giocatore della squadra con 31 ricezioni per 284 yard e 3 touchdowns, oltre a guidare i Saints con 31 ritorni di kickoff per un totale di 793 yard. Thomas inoltre guidò la squadra in punti segnati con 72. La stagione di New Orleans, invece, non fu altrettanto positiva, principalmente a causa degli infortuni che afflissero la squadra.

#### Stagione 2009: vittoria del Super Bowl
Thomas nella stagione 2009 giocò 14 partite, sei delle quali come titolare, guidando la squadra con il primato in carriera di 793 yard corse su 147 tentativi (a una media di 5,4 yard per possesso) con 6 touchdown e 39 passaggi ricevuti per 302 yard e 2 touchdown. I Saints iniziarono la stagione vincendo le prime 13 partite consecutive, prima di perdere le ultime tre. La possibilità di saltare il turno delle wild card si rivelò di gran beneficio per la squadra, che poté ritemprarsi dopo il difficile finale di stagione regolare. Nella finale della NFC contro i Minnesota Vikings, Thomas corse 14 volte per 61 yard, oltre a due ricezioni per 38 yard e 2 touchdown, uno su una ricezione da 38 yard e uno su una corsa da nove yard. Egli fu un fattore chiave nell'azione che portò la squadra a calciare il field goal della vittoria ai supplementari. Thomas iniziò il drive ritornando un kickoff per 40 yard e poi convertendo un pallone cruciale su una situazione di quarto&1. I Saints sconfissero poi gli Indianapolis Colts nel Super Bowl XLIV disputato a Miami. Thomas corse nove volte per 30 yard e ricevette 6 passaggi per 55 yard con un touchdown da 16 yard nel terzo quarto che diede il primo vantaggio ai Saints nella partita.

#### Stagione 2010
Thomas nella stagione 2010 disputò solamente sei partite, tre delle quali come titolare, prima di terminare l'annata a causa di un infortunio alla caviglia. La sua stagione si concluse con 269 yard corse su 83 tentativi e 2 touchdown su corsa. Egli inoltre ricevette 29 passaggi per 201 yard senza touchdown. I Saints campioni in carica furono eliminati al primo turno dei playoff dai Seattle Seahawks.

#### Stagione 2011
Nell'annata 2011, Thomas disputò per la prima volta tutte le 16 gare stagionali, 7 delle quali come titolare. Egli corse 562 yard su 110 portate (5,1 yard per possesso) segnando 5 touchdown su corsa. Il giocatore inoltre stabilì il proprio primato in carriera per ricezioni (50) e yard ricevute (425). I Saints conclusero la stagione con un record di 13-3, sconfiggendo nel turno delle wild card i Detroit Lions 45-28 e venendo eliminati nella successiva tornata di playoff dai San Francisco 49ers.

#### Stagione 2012
Nella seconda gara della stagione 2012, i Saints furono sconfitti dai Carolina Panthers: Thomas tuttavia giocò una grande partita correndo 110 yard su 9 tentativi.

#### Stagione 2013
Nella settimana 5, Thomas segnò due touchdown su ricezione contro i Bears, contribuendo a mantenere i Saints imbattuti.

## Palmarès
- Super Bowl : 1

New Orleans Saints: XLIV

## Statistiche
| Partite totali             | 63    |
| Partite totali da titolare | 22    |
| Yard su corsa              | 2.501 |
| Touchdown su corsa         | 23    |